# 19-й цикл солнечной активности
19-й цикл солнечной активности (англ. Solar cycle 19) — 19-й по счёту одиннадцатилетний цикл солнечной активности начиная с 1755 года, когда началось тщательное изучение солнечной активности и пятен. Солнечный цикл продлился 10,5 лет, начался в апреле 1954 года и завершился в октябре 1964 года. Международный геофизический год пришёлся на пик цикла.
Максимальное сглаженное число солнечных пятен (SIDC formula), наблюдавшихся в течение цикла, составило 285,0 в марте 1958 года (наибольшее зарегистрированное количество), в начале минимума число пятен составляло 5,1.
В течение периода минимума при переходе от 19-го цикла к 20-му в течение 227 дней на Солнце отсутствовали пятна. Это наименьшая известная активность, наблюдавшаяся с 1850 года.

## Примечательные явления
Геомагнитная буря в феврале 1956 года повлияла на радиосвязь, что привело к необходимости поисков британской подводной лодки Acheron после того, как с ней была потеряна связь.
Яркие красные полярные сияния наблюдались в Европе 11 февраля 1958 года, а также во многих городах США вплоть до 40-й географической параллели. Геомагнитная буря привела к перебоям в радиосвязи в Северной Америке.
Полярные сияния наблюдались в Северной Америке 13 ноября 1960 года и 1 октября 1961 года.